# IPhone 14 Pro
L'iPhone 14 Pro e l'iPhone 14 Pro Max sono due smartphone progettati e prodotti da Apple.
Rappresentano la sedicesima generazione di iPhone e sostituiscono i modelli iPhone 13 Pro e 13 Pro Max.
Sono stati presentati il 7 settembre 2022 all'evento "Far Out" presso l'Apple Park, insieme agli iPhone 14 e 14 Plus. I preordini sono iniziati il 9 settembre 2022 e disponibili all'acquisto dal 16 settembre 2022.
Le principali differenze con gli iPhone 13 Pro sono il nuovo chip A16 Bionic, un nuovo comparto fotografico, un nuovo display, una batteria più capiente, connessione satellitare e sensori migliorati per emergenza in incidenti d'auto.
Sono disponibili in 4 colorazioni: argento, nero siderale, oro e viola scuro.

## Descrizione

### Schermo
Gli iPhone 14 Pro e 14 Pro Max hanno uno schermo OLED rispettivamente da 6,1"(14 Pro) e 6,7" (14 Pro Max), dotato di tecnologia ProMotion con un refresh rate variabile da 1Hz a 120 Hz e luminosità massima fino a 2000 nits.
|                     | iPhone 14 Pro             | iPhone 14 Pro Max         |
| ------------------- | ------------------------- | ------------------------- |
| Diagonale           | 6,1"                      | 6,7"                      |
| Risoluzione         | 2556×1179 pixel a 460 ppi | 2796×1290 pixel a 460 ppi |
| Tecnologia          | OLED                      | OLED                      |
| Refresh rate        | variabile (1–120 Hz)      | variabile (1–120 Hz)      |
| Luminosità di picco | 2000 nit                  | 2000 nit                  |
| Gamma cromatica     | P3                        | P3                        |
| Contrasto (tipico)  | 2.000.000:1               | 2.000.000:1               |
| HDR                 |                           |                           |
| Always-on           |                           |                           |

### Chip
Gli iPhone 14 Pro e 14 Pro Max montano lo stesso chip A16 Bionic dotati di una CPU 6-core (2 performance e 4 efficiency), di una GPU 5-core. e di una NPU 16-core.

### Fotocamere

#### Posteriore
Entrambi i modelli sono dotati di un comparto fotografico compost da 3 sensori: principale (grandangolo) da 48MP, ultra-grandangolo da 12MP e teleobiettivo da 12MP.
Permettono uno zoom-out fino a 2x e uno zoom-in ottico fino a 3x (digitale fino a 15x).
Permettono inoltre la registrazione di video fino a una risoluzione 4K e un frame-rate massimo di 60 fps, con la possibilità di registrare:
- video HDR con Dolby Vision fino a 4K e 60 fps[4]
- video ProRes fino a 4K e 30 fps (1080p a 30 fps sui modelli con 128GB di archiviazione)[4]
- video in macro, anche con slow-motion e time-lapse[4]
- video in slow‑motion (1080p) a 120 fps o 240 fps[4]

|                 | Grandangolo | Ultra-grandangolo | Teleobiettivo |
| --------------- | ----------- | ----------------- | ------------- |
| Risoluzione     | 48 MP       | 12 MP             | 12 MP         |
| Diaframma       | ƒ/1.78      | ƒ/2.2             | ƒ/2.8         |
| Apertura focale | 24 mm       | 13 mm             | 48 mm         |

#### Anteriore
Sull'anteriore i due modelli sono dotati di una fotocamere grandangolare da 12 MP (ƒ/1.9).

### Altro
Tutta la gamma di iPhone 14 è inoltre dotata di nuovi sensori come il giroscopio e l'accelerometro, utilizzati nella funzione di rilevamento incidenti introdotta con la gamma iPhone 14.
Un'altra novità della gamma è la funzione di SOS via satellite.

## Colorazioni
| Colorazioni | Colorazioni   | Colorazioni |
| Retro       | Retro         | Fronte      |
| ----------- | ------------- | ----------- |
|             | Argento       | Nero        |
|             | Nero siderale | Nero        |
|             | Oro           | Nero        |
|             | Viola scuro   | Nero        |

Gli iPhone 14 Pro sono dotati di uno chassis in acciaio inossidabile e vetro satinato. Si presenta in 4 colorazioni di cui 2 riprese dall'iPhone 13 Pro: argento, nero siderale (prima grafite) e oro. La colorazione viola scuro rappresenta invece la novità degli iPhone 14 Pro

## Confronto
|                    |                     | iPhone 13 Pro             | iPhone 14 Pro             |
| ------------------ | ------------------- | ------------------------- | ------------------------- |
| Dimensioni (HxLxP) | Pro                 | 146,7 × 71,5 × 7,65 mm    | 147,5 × 71,5 × 7,85 mm    |
| Dimensioni (HxLxP) | Pro Max             | 160,8 × 78,1 × 7,65 mm    | 160,7 × 77,6 × 7,85 mm    |
| Schermo            | Pro                 | 6,1" (2532x1170 pixel)    | 6,1" (2556x1179 pixel)    |
| Schermo            | Pro Max             | 6,7" (2778x1284 pixel)    | 6,7" (2796x1290 pixel)    |
| Fotocamere         | grandangolare       | 12MP (ƒ/1.5)              | 48MP (ƒ/1.78)             |
| Fotocamere         | ultra-grandangolare | 12MP (ƒ/1.8)              | 12MP (ƒ/2.2)              |
| Fotocamere         | teleobiettivo       | 12MP (ƒ/2.8)              | 12MP (ƒ/2.8)              |
| Chip               | Chip                | A15 Bionic                | A16 Bionic                |
| Capacità           | Capacità            | 128 GB/256 GB/512 GB/1 TB | 128 GB/256 GB/512 GB/1 TB |
| 5G                 |                     |                           |                           |

### Annotazioni
1. ↑  Il display è un rettangolo dagli angoli arrotondati; se si considera il corrispondente rettangolo con gli angoli retti, la diagonale misura 6,06" (iPhone 14 Pro) e 6,68" (iPhone 14 Pro Max). La superficie effettiva di visualizzazione è inferiore.